# Ironton (Minnesota)
Ironton é uma cidade localizada no estado americano de Minnesota, no Condado de Crow Wing.

## Demografia
Segundo o censo americano de 2000, a sua população era de 498 habitantes.
Em 2006, foi estimada uma população de 534, um aumento de 36 (7.2%).

## Geografia
De acordo com o United States Census Bureau tem uma área de
5,1 km², dos quais 3,9 km² cobertos por terra e 1,2 km² cobertos por água.

## Localidades na vizinhança
O diagrama seguinte representa as localidades num raio de 8 km ao redor de Ironton.